# Hellmuth Baller
Hellmuth Ernst Emil Baller (* 27. August 1897 in Berlinchen; † unbekannt) war Präsident des Gauarbeitsamtes Westfalen-Süd.

## Werdegang
Hellmuth Baller absolvierte eine juristische und volkswirtschaftliche Ausbildung, wurde Sachbearbeiter beim Gauwirtschaftsberater Westfalen-Süd und war hier von Mitte 1935 bis Mitte 1943 Geschäftsführer. 1940 wurde ihm die Geschäftsführung der Abteilung Industrie der Wirtschaftskammer Westfalen-Lippe in Dortmund übertragen. Als Gauhauptstellenleiter wurde er Mitte 1943 zunächst kommissarischer Präsident des Gauarbeitsamtes Westfalen-Süd und Anfang 1945 definitiv dessen Leiter.
Hellmuth Baller trat zum 1. Mai 1929 der NSDAP bei (Mitgliedsnummer 132.966) und war von August 1943 an Mitglied des Wirtschaftsführungsstabes des Gauwirtschaftsberaters Westfalen-Süd.